# Ли, Дэниел
Дэниел Льюис Ли (англ. Daniel Lewis Lee, 31 января 1973 — 14 июля 2020) — американский расист и преступник, который был казнён за убийства Уильяма Фредерика Мюллера, Нэнси Энн Мюллер и их дочери Сары Элизабет Пауэлл. Ли и его сообщник Чеви Кехо убили эту семью в Арканзасе, 11 января 1996 года.

## Биография
Родился 31 января 1973 года в Юконе, предместье Оклахома-Сити. Его мать разошлась с его отцом и они жили с отчимом, который подвергал Дэниела сексуальному насилию. В 17 лет с кузеном принял участие в ограблении и убийстве сверстника. После сделки со следствием получил 5 лет тюрьмы.
После выхода из тюрьмы Дэниэл стал членом ультраправой организации «Арийская народная республика» (также «Сопротивление арийских народов»). В 1996 году вместе с лидером группировки Чеви Кехо они решили ограбить дом Уильяма Мюллера, торговца оружием из Арканзаса. После ограбления они убили всю семью и утопили тела в болоте. Убитых нашли через полгода, а ещё через год арестовали убийц. По ходатайству генпрокурора и его заместителя Ли был приговорен к смертной казни за тройное убийство, а его сообщник — к пожизненному заключению.
Ли должен был быть казнён 13 июля 2020 года, но в этот день окружной судья США отложил казнь, сославшись на нерешённые юридические вопросы. 14 июля Верховный суд постановил, что казнь может состоятся. Казнь была запланирована на 4 часа ночи в тот же день. После небольшой задержки, его казнили в 8:07. Он был первым человеком, казнённым Федеральным правительством США с 2003 года.